# 김대엽
김대엽(金大燁, 1992년 5월 15일 ~ )은 대한민국의 스타크래프트, 스타크래프트 II 프로게이머로 Stats라는 아이디를 사용하며 종족은 프로토스이고 아프리카 프릭스 소속이다. 중간에 Carno로 아이디를 변경하였으나 2013년 4월 다시 Stats로 변경하였다.

## 개요
2008년 상반기 드래프트에서 KTF 매직엔스(현 KT 롤스터)의 추천선수로 입단하였다. 데뷔한지 1년 6개월만에 개인리그 8강에 오르는 등 좋은 모습을 보여주고 있다.
프로리그에서 이영호의 백업카드 역할을 충실히 하며, KT의 새로운 필승카드로의 가능성을 보여주었다.
마침내 2011년 1월 10일 전력이 강화된 공군을 상대로 (민찬기, 김태훈, 김경모, 이성은) 올킬을 하는 모습을 보였다.
또한 2011년 3월 16일 얼마전까지 1위 자리에 있던 SK텔레콤 T1을 상대로 에이스급 선수 4명을 모두 제압하는 뛰어난 활약을 하였고, 이 승리로 KT는 위너스리그 전에 10위에서 1위까지 상승하는데 성공했다.
바로 다음 경기인 웅진 스타즈와의 경기에서도 선봉으로 출전해 2연속 올킬을 달성해내며, KT의 에이스급 선수로 성장하였다.
10-11 시즌에서 42승을 기록하며 김택용 다음으로 프로토스 다승 2위를 기록하며, 택뱅의 뒤를 이을 강력한 프로토스로 성장하였다.
10-11 시즌 3라운드 중반부부터 비번중이었던 우정호의 몫까지 해내면서 KT에 떠오르는 프로토스 에이스 선수로 촉광받았다.
택뱅만큼은 아니지만, 기본기가 탄탄하고 병력 운영이 뛰어나서 차세대 유망 프로토스로 보고 있다.
저그전 승률은 낮지만, 상당히 강한 상대들을 여러번 제압한 적이 있을만큼 저그전이 강하다.
2012년 3월 포스트시즌에서 좋은 성적을 기록하여 2012년 4월 처음으로 랭킹 5위권내까지 진입하였다.
개인리그 활약이 미흡했던 김대엽은 2013년 오랜만에 쟁쟁한 상대(조성호, 정윤종, 전태양)를 꺾고 MLG 본선진출에 성공한다.
2016년 10월 kt 롤스터의 스타크래프트 II 종목 팀 해체로 무소속 신분이 되었다. 12월 26일, Splyce에 입단했다.

## 위너스리그에서의 활약
신한은행 위너스리그 10-11에 들어서면서 멀티킬 외, 올킬 3회이라는 팀내 최고성적을 보이며 맹활약한다. 위너스리그에서 워낙 강력한 모습을 보여 이영호 다음으로 강력한 중간보스라는 별명도 생겼다.
팬들에게서 김택용을 잇는 프로토스의 새로운 강자라는 의미의 '턱신', 우수한 성적(포모스 평점)을 두고 '장학금 토스'라는 별명을 얻게된다. 특히 올킬한 선수 중에는 김택용도 포함이 되어있다.
- 신한은행 프로리그 10~11 3R KT vs 공군(전력강화 공군 제압)

- 2011년 1월 10일 김대엽 승 vs 민찬기 패 (신한은행 프로리그 10~11 3R KT vs 공군 2세트)
- 2011년 1월 10일 김대엽 승 vs 김태훈 패 (신한은행 프로리그 10~11 3R KT vs 공군 3세트)
- 2011년 1월 10일 김대엽 승 vs 김경모 패 (신한은행 프로리그 10~11 3R KT vs 공군 4세트)
- 2011년 1월 10일 김대엽 승 vs 이성은 패 (신한은행 프로리그 10~11 3R KT vs 공군 5세트)

- 신한은행 프로리그 10~11 4R KT vs SK텔레콤(도택명 모조리 제압)

- 2011년 3월 16일 김대엽 승 vs 정명훈 패 (신한은행 프로리그 10~11 4R KT vs SK텔레콤 2세트)
- 2011년 3월 16일 김대엽 승 vs 김택용 패 (신한은행 프로리그 10~11 4R KT vs SK텔레콤 3세트)
- 2011년 3월 16일 김대엽 승 vs 정윤종 패 (신한은행 프로리그 10~11 4R KT vs SK텔레콤 4세트)
- 2011년 3월 16일 김대엽 승 vs 도재욱 패 (신한은행 프로리그 10~11 4R KT vs SK텔레콤 5세트)

- 신한은행 프로리그 10~11 4R KT vs 웅진(웅진 저그외 주전 모두 제압)

- 2011년 3월 19일 김대엽 승 vs 이재호 패 (신한은행 프로리그 10~11 4R KT vs 웅진 1세트)
- 2011년 3월 19일 김대엽 승 vs 김민철 패 (신한은행 프로리그 10~11 4R KT vs 웅진 2세트)
- 2011년 3월 19일 김대엽 승 vs 김명운 패 (신한은행 프로리그 10~11 4R KT vs 웅진 3세트)
- 2011년 3월 19일 김대엽 승 vs 윤용태 패 (신한은행 프로리그 10~11 4R KT vs 웅진 4세트)

## PvsZ 프로리그 공식전 최다연승
저그전에 유독 강한 모습을 보이는 김대엽은 2010년 12월 19일 신한은행 프로리그 10-11 2라운드 웅진 스타즈 전에서 김민철을 상대로 승리한 이후 2010년 3월 19일 신한은행 위너스리그 10-11 4라운드 웅진 스타즈 전에 출전하여 김민철, 김명운을 제압하고 프로리그 정규시즌 저그전 최다연승인 11연승을 기록, 종전 이 부문 1위 기록 보유자 송병구와 함께 공동 1위에 올라섰다.
김대엽의 저그전 연승은 지난 2010년 3월 22일 신노열에게 패배하며 더 이상 이어지지 못했다.
- 2010년 10월 26일 김대엽 승 vs 박태민 패 (신한은행 프로리그 10~11 1R KT vs 공군 1세트) → 저그전 연승 시작
- 2010년 11월 17일 김대엽 승 vs 김동현 패 (신한은행 프로리그 10~11 1R MBC게임 vs KT 1세트)
- 2010년 12월 15일 김대엽 승 vs 어윤수 패 (신한은행 프로리그 10~11 2R KT vs SK텔레콤 5세트)
- 2010년 12월 19일 김대엽 승 vs 김민철 패 (신한은행 프로리그 10~11 2R KT vs 웅진 2세트)
- 2011년 1월 10일 김대엽 승 vs 김태훈 패 (신한은행 프로리그 10~11 3R KT vs 공군 3세트)
- 2011년 1월 10일 김대엽 승 vs 김경모 패 (신한은행 프로리그 10~11 3R KT vs 공군 4세트)
- 2011년 1월 15일 김대엽 승 vs 신동원 패 (신한은행 프로리그 10~11 3R KT vs 하이트 3세트)
- 2011년 2월 15일 김대엽 승 vs 차명환 패 (신한은행 프로리그 10~11 3R KT vs 삼성전자 6세트)
- 2011년 3월 13일 김대엽 승 vs 차명환 패 (신한은행 프로리그 10~11 4R KT vs 삼성전자 2세트)
- 2011년 3월 19일 김대엽 승 vs 김민철 패 (신한은행 프로리그 10~11 4R KT vs 웅진 2세트)
- 2011년 3월 19일 김대엽 승 vs 김명운 패 (신한은행 프로리그 10~11 4R KT vs 웅진 3세트)
- 2011년 3월 22일 김대엽 패 vs 신노열 승 (신한은행 프로리그 10~11 4R 위메이드 vs KT 3세트) → 저그전 연승 종료

## 웅진 저그 킬러
김대엽은 전체 게임단 중 2위를 기록할만큼 강력한 웅진 저그를 상대로 상당히 강력한 모습을 보여왔다. 웅진 저그의 주력인 김명운을 상대로 5:2, 김민철을 상대로 공식전만으로 3:1, 비공식전까지 합쳐서 6:1이며 전직 웅진저그였던 임정현을 상대로 비공식전만으로 4:1, 합친 전적이 공식전만으로 8:3, 비공식전까지 합쳐서는 15:4로 웅진 저그들을 압살하고 있다. 임정현은 신한은행 프로리그 10-11 4라운드 말부터 KT소속이 되었으므로 임정현과의 전적을 빼면 총 공식전은 8:3, 비공식전까지 합쳐서는 11:3으로 여전히 김대엽이 압도적으로 이기고 있다. 김명운과는 비공식전에서는 만난 적이 없으며, 임정현과의 만남은 비공식전에서의 만남들이다.

## SK 프로토스에게 강한 면모
김대엽은 전체 게임단 중 가장 전력이 강한 SK텔레콤의 프로토스를 상대로도 강한 모습을 보이고 있다. 도재욱과의 상대전적 2:0, 김택용과의 상대전적에서 공식전만으로 3:0, 비공식전까지 합쳐서 4:0, 정윤종과의 상대전적 4:3으로 총 공식전만의 전적은 9:3, 비공식전까지 합쳐서도 10:3으로 SK 프로로스를 상대로도 전적이 앞서있다. 참고로 프로리그 결승에서 정윤종에게 패하기 전에는 공식전만으로 5:0, 비공식전까지 합쳐서는 6:0으로 무패중이었다.

## 삼성 프로토스와의 강한 전적
김대엽은 SK 프로토스에게는 압도적으로 강하지만 삼성 프로토스를 상대로도 밀리지 않는 전적을 보유하고 있다. 허영무를 상대로 4:2, 송병구를 상대로 6:3, 임태규를 상대로 1:1 총 10:6으로 김대엽이 앞서고 있다. 이중 임태규는 SK플래닛 스타크래프트 프로리그 시즌2를 앞두고 은퇴를 선언했고 허영무도 SK플래닛 스타크래프트 II 프로리그 12-13을 끝으로 은퇴를 선언했기 때문에 임태규와 허영무와의 만남들은 더 이상 없고 송병구와의 전적밖에 남지 않아서 총 전적은 6:3이다.

## CJ 프로토스에게 약간 약했던 면모
김대엽은 SK 프로토스와 삼성 프로토스에게는 압도적으로 강하지만 CJ 프로토스를 상대로는 열세인 전적을 보유하고 있었다. 공식전만의 전적에서는 이경민을 상대로 1:3, 장윤철을 상대로 1:2 CJ 프로토스였던 진영화를 상대로 0:2로 총 2:7로 김대엽이 밀리고 있다. 비공식전까지 보면 이경민과는 공식전만이므로 1:3, 장윤철과는 1:3, 진영화와는 0:2로 비공식까지 합치면 2:8로 더 밀린다. 진영화는 제8게임단 소속이 되어서 CJ와의 전적으로는 공식전에서는 2:5, 비공식전에서는 2:6으로 밀리고 있다. 이경민이 2012년 말 은퇴를 하여, 이경민과의 전적도 제외하면, 공식전만으로 1:2, 비공식전만 보면 1:3으로 그리 많이 밀리지는 않는다. 2013년 CJ의 장윤철마저도 은퇴하여 상대전적은 이제 무의미하게 되었다.

## 스타크래프트 II 스타리그에서의 강세
스타크래프트 II 전향 이후 김대엽은 SPOTV GAMES의 스타크래프트 II 스타리그에서 준우승 1회, 4강 2회라는 좋은 성적을 거두고 있지만 유독 아프리카 TV의 글로벌 스타크래프트 II 리그에서는 약세를 보이고 있다. 현재까지 GSL에서는 8강이 최고 성적이다. 이 성향은 특히 2016년에 더욱 심화되는데 스타크래프트 II 스타리그 2016 시즌 1에서는 준우승을 차지했지만 같은 시기에 펼쳐진 2016 핫식스 글로벌 스타크래프트 II 리그 시즌 1에서는 코드 A 60강에서 탈락하였다.

## 주요 선수들과의 경기

#### 이제동
김대엽은 2009년 이후 상당한 경기력으로 세 종족 모두 고른 승률을 보이고 프로토스전이 강한 저그 김명운, 김민철, 차명환을 상대로 상대전적이 앞서 있으나 이제동만 만나면 승리하지 못하고 계속 무너지며 상대전적이 2011년까지의 기준으로 0:7로 압도당하고 있었다. 첫 만남인 네이트 MSL 2009 32강에서 패한 후 곧바로 8강에서 붙었으나 이제동에게 시종일관 압도당하며 0:3 셧아웃을 당한다. 이후 신한은행 프로리그 09-10 5라운드, 신한은행 프로리그 10-11 1라운드에서도 전부 패했다. 최근 대결인 피디팝 MSL 2010 32강 B조 1set에서 다시 한번 패했다. 특히, 피디팝 MSL 2010 32강 B조 1경기에서는 경기에 패배하는 중에도 스카웃을 뽑아 "지고도 좋아하냐?"는 비난을 받았다. 그동안 이제동을 이기지 못해서 저그전이 약해보이나, 그렇다고 저그전이 취약하다는 것은 아니다. SK플래닛 스타크래프트 프로리그 시즌2 2라운드에서 처음으로 이제동을 상대로 승리했으며, 3라운드 에이스 결정전에서도 만나 승리, 새 시즌인 SK플래닛 스타크래프트 II 프로리그 12-13도 승리하여 이제동전 3연승 중으로 상대전적을 3:7로 좁혀 가고 있다. 군단의 심장으로 맞붙은 프로리그 4라운드에서도 김대엽이 승리해 예전처럼 약한 모습은 이제 많이 사라졌다. 현재 이제동을 상대로 4연승 중이며, 4:7로 격차도 많이 따라잡았다.
- 2009년 12월 3일 네이트 MSL 2009 32강 D조 승자전 이제동 승
- 2009년 12월 31일 네이트 MSL 2009 8강 A조 1경기 이제동 승
- 2010년 1월 9일 네이트 MSL 2009 8강 A조 2경기 이제동 승
- 2010년 1월 9일 네이트 MSL 2009 8강 A조 3경기 이제동 승
- 2010년 6월 1일 신한은행 프로리그 09-10 5라운드 화승 vs KT 2세트 이제동 승
- 2010년 10월 19일 신한은행 프로리그 10-11 1라운드 화승 vs KT 3세트 이제동 승
- 2010년 12월 16일 피디팝 MSL 2010 32강 B조 1경기 이제동 승
- 2012년 6월 30일 SK플래닛 프로리그 시즌2 2라운드 제8게임단 vs KT 전반전 1세트 김대엽 승
- 2012년 8월 18일 SK플래닛 프로리그 시즌2 3라운드 KT vs 제8게임단 7세트 김대엽 승
- 2012년 12월 8일 SK플래닛 프로리그 12-13 1라운드 KT vs 이블 지니어스 4세트 김대엽 승
- 2013년 4월 15일 SK플래닛 프로리그 12-13 4라운드 이블 지니어스 vs KT 7세트 김대엽 승

#### 김민철
김민철에게는 상대전적에서 6:1으로 김대엽이 앞서있다. 비공식까지 포함하면 무려 9:1 우세이다.
- 2009년 3월 30일 TG 삼보-인텔 클래식 시즌3 128강 1경기 김대엽 승
- 2009년 3월 30일 TG 삼보-인텔 클래식 시즌3 128강 2경기 김대엽 승
- 2009년 9월 20일 프로리그 프리시즌 맵테스트 김대엽 승
- 2010년 12월 19일 신한은행 프로리그 10~11 2R KT vs 웅진 2세트 김대엽 승
- 2011년 3월 19일 신한은행 프로리그 10~11 4R KT vs 웅진 2세트 김대엽 승
- 2011년 5월 15일 신한은행 프로리그 10~11 5R KT vs 웅진 3세트 김민철 승
- 2013년 5월 4일 SK플래닛 스타2 프로리그 12-13 5R KT vs 웅진 1세트 김대엽 승
- 2014년 8월 9일 SK텔레콤 스타크래프트 II 프로리그 2014 통합 결승 KT vs SKT 1세트 김대엽 승
- 2014년 8월 13일 2014 WCS 코리아 시즌 3 핫식스 GSL 코드 S 32강 승자전 1세트 김대엽 승
- 2014년 8월 13일 2014 WCS 코리아 시즌 3 핫식스 GSL 코드 S 32강 승자전 2세트 김대엽 승

#### 김정우
김정우에게는 상대전적에서 5:1으로 김대엽이 앞서있다. 비공식까지 포함해도 6:3 우세. 현재 공식전만 봐도 비공식전만 봐도 김정우전 5연승을 달리고 있다
- 2008년 12월 30일 신한은행 프로리그 08-09 2라운드 CJ vs KTF 2세트 김정우 승
- 2009년 4월 2일 2009 MSL 서바이버 토너먼트 시즌1 예선 11조 4강 1경기 김대엽 승
- 2009년 4월 2일 2009 MSL 서바이버 토너먼트 시즌1 예선 11조 4강 2경기 김정우 승
- 2009년 4월 2일 2009 MSL 서바이버 토너먼트 시즌1 예선 11조 4강 3경기 김정우 승
- 2010년 2월 7일 신한은행 프로리그 09-10 3라운드 CJ vs KT 5세트 김대엽 승
- 2010년 6월 20일 신한은행 프로리그 09-10 5라운드 KT vs CJ 3세트 김대엽 승
- 2011년 12월 18일 SK플래닛 프로리그 11-12 1라운드 CJ vs KT 5세트 김대엽 승
- 2014년 5월 18일 SK텔레콤 스타크래프트 II 프로리그 2014 3라운드 플레이오프 CJ vs KT 5세트 김대엽 승
- 2014년 6월 2일 SK텔레콤 스타크래프트 II 프로리그 2014 4라운드 CJ vs KT 2세트 김대엽 승

#### 이신형
테란전이 강력한 김대엽이지만 이상하게 이신형에게는 약한 모습을 보이고 있다. 상대전적에서 2:5로 밀리고 있다. SK플래닛 스타크래프트 프로리그 시즌1 1라운드에서는 전패를 끊었지만, 2라운드에서 또 패했다.
- 2010년 11월 28일 신한은행 프로리그 10-11 2라운드 KT vs STX 2세트 이신형 승
- 2011년 1월 23일 신한은행 프로리그 10-11 3라운드 STX vs KT 6세트 이신형 승
- 2011년 7월 9일 신한은행 프로리그 10-11 6강 플레이오프 KT vs STX 1차전 1세트 이신형 승
- 2011년 7월 12일 신한은행 프로리그 10-11 6강 플레이오프 KT vs STX 3차전 5세트 이신형 승
- 2011년 12월 28일 SK플래닛 프로리그 11-12 시즌1 1라운드 KT vs STX 4세트 김대엽 승
- 2012년 1월 18일 SK플래닛 프로리그 11-12 시즌1 2라운드 STX vs KT 3세트 이신형 승
- 2015년 4월 21일 SK텔레콤 스타크래프트 2 프로리그 2015 2라운드 준플레이오프 SKT vs KT 3세트 김대엽 승

#### 염보성
염보성에게도 약하다. 상대전적에서 1:4로 밀려 있다. 한가지 특이한 사실은 김대엽의 1승은 개인리그(MSL)에서만 거둔 승리일 뿐 나머지 프로리그에서는 다 패했다는 것이다. 개인리그에서만 승리했다는 게 은퇴한 박지수와 똑같다. 염보성의 은퇴로 이 전적은 더 이상 변함없다.
- 2010년 3월 16일 신한은행 프로리그 09-10 3라운드 KT vs MBC게임 4세트 염보성 승
- 2010년 7월 15일 빅파일 MSL 2010 32강 G조 승자전 김대엽 승
- 2010년 12월 7일 신한은행 프로리그 10-11 2라운드 KT vs MBC게임 1세트 염보성 승
- 2011년 1월 31일 신한은행 프로리그 10-11 3라운드 MBC게임 vs KT 4세트 염보성 승
- 211월 11일 29일 SK플래닛 프로리그 11-12 시즌1 1라운드 제8게임단 vs KT 3세트 염보성 승

#### 어윤수
절친으로 알려진 이 둘은 붙을때마다 모든 경기를 명경기를 만들어 냈다. 2010년 12월 15일 김대엽이 멋지게 이겼으나, 2011년 중순에서 어윤수가 2연승을 하며 상대전적 열세에 놓이게 되지만, 프로리그 10-11 결승전에서 커세어컨트롤로 오버로드를 많이 잡아내주며 큰 승리를 한다. SK플래닛 프로리그 11-12 1라운드에서 비등비등한 경기에서 하이템플러의 사이오닉 스톰으로 기적같은 역전승을 거두지만, 마지막 라운드의 사나이로 알려진 어윤수가 SK플래닛 프로리그 11-12 시즌1 마지막 라운드에서 압도적인 경기력으로 김대엽을 잡아냈다. 그 뒤 SK플래닛 프로리그 11-12 시즌2 1라운드에서 다시 어윤수가 승리했다. 상대전적은 4:4로 동률이다.
- 2010년 12월 15일 신한은행 프로리그 10-11 2라운드 KT vs SKT 5세트 김대엽 승
- 2011년 4월 25일 신한은행 프로리그 10-11 5라운드 SKT vs KT 2세트 어윤수 승
- 2011년 6월 12일 신한은행 프로리그 10-11 6라운드 KT vs SKT 4세트 어윤수 승
- 2011년 8월 19일 신한은행 프로리그 10-11 결승전 SKT vs KT 6세트 김대엽 승
- 2011년 12월 9일 SK플래닛 프로리그 11-12 시즌1 1라운드 KT vs SKT 3세트 김대엽 승
- 2012년 2월 19일 SK플래닛 프로리그 11-12 시즌1 2라운드 KT vs SKT 4세트 어윤수 승
- 2012년 6월 18일 SK플래닛 프로리그 11-12 시즌2 1라운드 KT vs SKT 전반전 1세트 어윤수 승
- 2015년 1월 5일 SK텔레콤 스타크래프트 II 프로리그 2015 1라운드 KT vs SKT 1세트 김대엽 승

#### 전태양
전태양에게는 천적이다. 상대전적에서 4:2로 크게 앞서 있다. 신한은행 프로리그 09-10 경기에서 처음 만나서는 패했지만, 그 이후로는 4연승 중이었다가 2013년 5월에 프로리그에서 패하면서 전태양전 연승이 끊겼다. 2013년 후반부부터 둘은 같은 팀이 되어서 개인리그나 이벤트전이 아니면, 만날 수가 없다.
- 2010년 6월 13일 신한은행 프로리그 09-10 5라운드 위메이드 vs KT 3세트 전태양 승
- 2010년 10월 24일 신한은행 프로리그 10-11 1라운드 위메이드 vs KT 7세트 김대엽 승
- 2011년 5월 10일 신한은행 프로리그 10-11 5라운드 위메이드 vs KT 3세트 김대엽 승
- 2012년 1월 10일 SK플래닛 프로리그 11-12 시즌1 2라운드 KT vs 제8게임단 3세트 김대엽 승
- 2012년 3월 13일 SK플래닛 프로리그 11-12 시즌1 3라운드 제8게임단 vs KT 5세트 김대엽 승
- 2013년 5월 20일 SK플래닛 스타크래프트 II 프로리그 12-13 5라운드 제8게임단 vs KT 3세트 전태양 승

#### 이경민
상대 이경민은 프로토스전이 강력한 프로토스. 이 이경민에게 김대엽은 상대전적에서 1:3으로 밀린다. 이경민에 3연패 중이었다가 이경민이 은퇴하면서 더이상은 맞붙을 수가 없게 되었다.
- 2010년 5월 23일 신한은행 프로리그 09-10 4라운드 KT vs 하이트 3세트 김대엽 승
- 2010년 12월 27일 신한은행 프로리그 10-11 2라운드 하이트 vs KT 4세트 이경민 승
- 2012년 3월 4일 SK플래닛 프로리그 11-12 시즌1 3라운드 CJ vs KT 4세트 이경민 승
- 2012년 5월 20일 SK플래닛 프로리그 11-12 시즌2 1라운드 CJ vs KT 전반전 1세트 이경민 승

#### 변형태
변형태와의 전적은 공식전만으로는 1:0으로 앞서나, 비공식전까지 합치면 2:4로 열세다. 변형태는 현재 은퇴했기에 다신 만날 일이 없다.
- 2008년 6월 8일 TG삼보-인텔 클래식 시즌1 32강 1경기 김대엽 승
- 2008년 6월 8일 TG삼보-인텔 클래식 시즌1 32강 2경기 변형태 승
- 2008년 6월 8일 TG삼보-인텔 클래식 시즌1 32강 3경기 변형태 승
- 2009년 5월 17일 TG삼보-인텔 클래식 시즌3 32강 2주차 변형태 승
- 2009년 5월 17일 TG삼보-인텔 클래식 시즌3 32강 2주차 변형태 승
- 2010년 5월 16일 신한은행 프로리그 09-10 4라운드 CJ vs KT 3세트 김대엽 승

#### 손주흥
손주흥과는 공식전 전적은 1:0만으로 앞서나, 비공식전까지 합치면 5:0으로 더 앞선다. 손주흥의 2011년 11월 은퇴로 전적은 더 이상 변함이 없고, 또 만날 일도 없다.
- 2009년 9월 27일 프로리그 팀 라인업 매치 화승 vs KT 1세트 김대엽 승
- 2009년 9월 27일 프로리그 팀 라인업 매치 화승 vs KT 5세트 김대엽 승
- 2010년 6월 5일 빅파일 MSL 2010 서바이버 토너먼트 4조 패자전 김대엽 승
- 2010년 6월 11일 대한항공 스타리그 2010 시즌2 예선 D조 결승 1경기 김대엽 승
- 2010년 6월 11일 대한항공 스타리그 2010 시즌2 예선 D조 결승 2경기 김대엽 승

#### 신재욱
신재욱과의 전적은 공식전 1:2, 비공식전까지 합쳐서 1:3으로 약하다.
- 2009년 5월 21일 2009 2군 평가전 KTF vs 이스트로 3세트 신재욱 승
- 2010년 5월 19일 신한은행 프로리그 09-10 4라운드 이스트로 vs KT 1세트 김대엽 승
- 2010년 6월 23일 신한은행 프로리그 09-10 5라운드 KT vs 이스트로 4세트 신재욱 승
- 2011년 1월 26일 신한은행 프로리그 10-11 3라운드 KT vs 웅진 1세트 신재욱 승

#### 변현제
패배만 많이 하였었던 STX 소울의 변현제와의 전적은 공식전만으로는 3:1, 비공식전까지 합치면 5:1으로 더 강세다. 그러나 2013년 7월 20일에 처음으로 패했다.
- 2010년 10월 29일 박카스 스타리그 2010 N조 4강 1경기 김대엽 승
- 2010년 10월 29일 박카스 스타리그 2010 N조 4강 2경기 김대엽 승
- 2012년 2월 29일 SK플래닛 프로리그 11-12 시즌1 KT vs STX 1세트 김대엽 승
- 2012년 7월 30일 SK플래닛 프로리그 11-12 시즌2 3라운드 KT vs STX 후반전 2세트 김대엽 승
- 2012년 12월 31일 SK플래닛 스타크래프트 II 프로리그 12-13 1라운드 KT vs STX 3세트 김대엽 승
- 2013년 7월 20일 SK플래닛 스타크래프트 II 프로리그 12-13 PO 1차전 KT vs STX 5세트 변현제 승

#### 정우용
CJ 엔투스의 주전급 테란 정우용에게는 6:2 강세다. 첫만남부터 네번째만남까지는 무패였다가 2013년 4월에 프로리그에서 처음으로 패했으나 그해 7월에 재설욕했다. 그러나 이듬해 5월에 또 패했다. 그러다가 이듬해 1월 또 재설욕했다.
- 2011년 5월 1일 신한은행 프로리그 10-11 5라운드 KT vs CJ 1세트 김대엽 승
- 2011년 7월 24일 신한은행 프로리그 10-11 플레이오프 CJ vs KT 4세트 김대엽 승
- 2012년 8월 12일 SK플래닛 프로리그 11-12 시즌2 3라운드 CJ vs KT 후반전 2세트 김대엽 승
- 2013년 1월 22일 SK플래닛 스타크래프트 II 프로리그 12-13 2라운드 KT vs CJ 1세트 김대엽 승
- 2013년 4월 21일 SK플래닛 스타크래프트 II 프로리그 12-13 4라운드 KT vs CJ 5세트 정우용 승
- 2013년 7월 7일 SK플래닛 스타크래프트 II 프로리그 12-13 6라운드 KT vs CJ 2세트 김대엽 승
- 2014년 5월 18일 SK텔레콤 스타크래프트 II 프로리그 2014 3라운드 플레이오프 KT vs CJ 6세트 정우용 승
- 2015년 1월 26일 SK텔레콤 스타크래프트 II 프로리그 2015 1라운드 CJ vs KT 4세트 김대엽 승

#### 구성훈
구성훈과의 전적은 공식전만으로는 2:1, 비공식전까지 합쳐선 4:2 더 강세다.
- 2009년 4월 26일 TG삼보-인텔 클래식 시즌3 64강 2라운드 1경기 김대엽 승
- 2009년 4월 26일 TG삼보-인텔 클래식 시즌3 64강 2라운드 2경기 구성훈 승
- 2009년 4월 26일 TG삼보-인텔 클래식 시즌3 64강 2라운드 3경기 김대엽 승
- 2010년 11월 27일 피디팝 MSL 서바이버 토너먼트 10조 승자전 김대엽 승
- 2011년 1월 17일 신한은행 프로리그 10-11 3라운드 화승 vs KT 6세트 김대엽 승
- 2011년 6월 15일 신한은행 프로리그 10-11 6라운드 KT vs 화승 4세트 구성훈 승

#### 윤용태
윤용태와의 전적은 1:3으로 밀린다.
- 2010년 12월 16일 피디팝 MSL 32강 B조 패자전 윤용태 승
- 2011년 3월 19일 신한은행 프로리그 10-11 4라운드 웅진 vs KT 4세트 김대엽 승
- 2013년 1월 15일 SK플래닛 스타크래프트 II 프로리그 12-13 2라운드 웅진 vs KT 4세트 윤용태 승
- 2013년 5월 4일 SK플래닛 스타크래프트 II 프로리그 12-13 5라운드 KT vs 웅진 2세트 윤용태 승

## 등장 BGM
- Two Steps From Hell - Dragon Rider(SK플래닛 스타크래프트 프로리그 시즌1)
- 에이브릴 라빈 - Sk8er Boi(SK플래닛 스타크래프트2 프로리그 시즌2)
- Gloomy 30`s - 바꿔 (SK텔레콤 스타크래프트2 프로리그 2015)

## 총 전적
스타1 통산전적 (12.07.24 기준, 공식전만)
|             | 경기 | 승-패  | 승률  |
| ----------- | ---- | ------ | ----- |
| 대 테란     | 56   | 32–24  | 57.1% |
| 대 저그     | 66   | 34–32  | 51.5% |
| 대 프로토스 | 58   | 35–23  | 60.3% |
| 총합        | 180  | 101–79 | 56.1% |

스타2 통산전적 (15.04.21 기준, 공식전만)
|             | 경기 | 승-패  | 승률  |
| ----------- | ---- | ------ | ----- |
| 대 테란     | 56   | 34–22  | 60.7% |
| 대 저그     | 55   | 35–20  | 63.6% |
| 대 프로토스 | 57   | 34–23  | 59.7% |
| 총합        | 168  | 103–65 | 61.3% |

## 수상 경력
스타크래프트 II : 프리미어 개인리그 우승 5회, 준우승 7회

#### 스타크래프트
- 2008년 6월 곰TV TG삼보-인텔 클래식 2008 시즌1 32강
- 2009년 4월 곰TV TG삼보-인텔 클래식 2008 시즌3 32강
- 2010년 1월 NATE MSL 2009 8강
- 2010년 3월 하나대투증권 MSL 2010 32강
- 2010년 7월 빅파일 MSL 2010 16강
- 2010년 7월 대한항공 스타리그 2010 Season 2 36강
- 2010년 10월 박카스 스타리그 2010 36강
- 2010년 11월 피디팝 MSL 32강

#### 스타크래프트 II
- 2013년 SK플래닛 스타크래프트2 프로리그 12-13 4라운드 MVP
- 2013년 6월 MLG 2013 Spring Championship KeSPA 스타크래프트 Ⅱ 대표 선발전 A조 1위
- 2013년 6월 MLG 2013 Spring Season Championip 12강
- 2013년 6월 2013 WCS 코리아 시즌 2 챌린저리그 48강
- 2013년 9월 2013 WCS 코리아 시즌 3 챌린저리그 48강
- 2014년 2월 2014 WCS 코리아 시즌 1 핫식스 글로벌 스타크래프트 II 리그 코드 S 32강
- 2014년 4월 2014 WCS 코리아 시즌 2 핫식스 글로벌 스타크래프트 II 리그 코드 A 48강
- 2014년 9월 2014 WCS 코리아 시즌 3 핫식스 글로벌 스타크래프트 II 리그 코드 S 8강
- 2014년 10월 WECG 2014 한국대표선발전 스타크래프트 ll 부문 우승 (vs 김준호 3:2) (WECG 2014 그랜드파이널 진출)
- 2014년 11월 2014 핫식스컵 라스트 빅매치 16강
- 2015년 3월 네이버 스타크래프트 II 스타리그 2015 시즌 1 4강
- 2015년 5월 GiGA 인터넷 2015 KeSPA컵 시즌1 16강
- 2015년 5월 스베누 스타크래프트 II 스타리그 2015 시즌 2 4강
- 2015년 7월 스베누 스타크래프트 II 스타리그 2015 시즌 3 16강
- 2015년 10월 SK텔레콤 스타크래프트 II 프로리그 2015 세리머니 상
- 2015년 10월 2015 Kung Fu Cup Season 2 준우승
- 2016년 2월 2016 핫식스 글로벌 스타크래프트 II 리그 시즌 1 코드 A 60강
- 2016년 4월 스타크래프트 II 스타리그 2016 시즌 1 준우승 (vs 박령우 2:4)
- 2016년 5월 2016 스타크래프트 II 크로스 파이널 시즌 1 우승 (vs 박령우 3:1)
- 2016년 5월 2016 Kung Fu Cup Season 1 우승
- 2016년 6월 2016 핫식스 글로벌 스타크래프트 II 리그 시즌 2 코드 S 32강
- 2016년 6월 스타크래프트 II 스타리그 2016 시즌 2 8강
- 2016년 9월 2016 스타크래프트 II KeSPA컵 4강
- 2016년 10월 2016 WCS 글로벌 파이널 4강
- 2016년 11월 HomeStory Cup XIV 4강
- 2016년 12월 IEM Season XI - Gyeonggi 준우승 (vs 이신형 0:4)
- 2017년 3월 IEM Season XI - World Championship 준우승 (vs 전태양 3:4)
- 2017년 3월 2017 핫식스 글로벌 스타크래프트 II 리그 시즌 1 코드 S 우승 (vs 어윤수 4:2)
- 2017년 3월 2017 VSL Season 1 8강
- 2017년 4월 GSL Super Tournament 시즌 1 16강
- 2017년 4월 2017 핫식스 글로벌 스타크래프트 II 리그 시즌 2 코드 S 8강
- 2017년 7월 IEM Season XII - Shanghai 16강
- 2017년 7월 2017 핫식스 글로벌 스타크래프트 II 리그 시즌 3 코드 S 4강
- 2017년 8월 GSL vs the World 4강
- 2017년 9월 2017 SSL 프리미어 시즌 2 우승(vs 박령우 4:3)
- 2017년 9월 GSL Super Tournament 시즌 2 16강
- 2017년 10월 2017 WCS 글로벌 파이널 16강
- 2018년 1월 2018 글로벌 스타크래프트 II 리그 시즌 1 코드 S 준우승(vs 조성주 2:4)
- 2018년 4월 2018 AfreecaTV GSL Super Tournament 시즌1 우승 (vs 박령우 4:3)
- 2018년 4월 2018 글로벌 스타크래프트 II 리그 시즌 2 코드 S 16강
- 2018년 7월 2018 글로벌 스타크래프트 II 리그 시즌 3 코드 S 8강
- 2018년 8월 2018 GSL vs the World 준우승 (vs 요나 소탈라[Serral] 3:4)
- 2018년 9월 2018 GSL Super Tournament 시즌2 8강
- 2018년 10월 2018 WCS 글로벌 파이널 준우승(vs 요나 소탈라[Serral] 2:4)
- 2019년 2월 2019 마운틴듀 글로벌 스타크래프트 II 리그 시즌 1 코드 S 32강
- 2019년 3월 IEM Season XIII - Katowice 준우승 (vs 어윤수 2:4)
- 2019년 4월 2019 GSL Super Tournament 시즌1 8강
- 2019년 4월 2019 마운틴듀 글로벌 스타크래프트 II 리그 시즌 2 코드 S 16강
- 2019년 7월 2019 마운틴듀 글로벌 스타크래프트 II 리그 시즌 3 코드 S 16강
- 2019년 8월 2019 Assembly Summer 우승 (vs 강민수 4:2)
- 2019년 8월 2019 GSL vs the World 8강
- 2019년 10월 2019 GSL Super Tournament 시즌2 8강
- 2019년 10월 2019 WCS 글로벌 파이널 16강